# Divindade

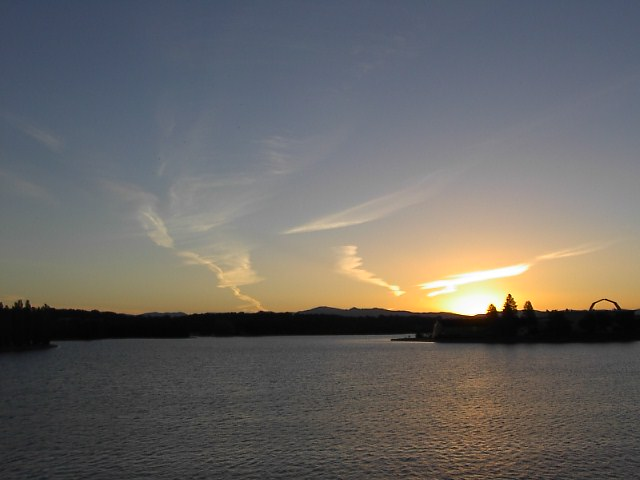
Os Elementos: Terra, Ar, Água e Fogo.

O conceito de divindade assumiu, ao longo dos séculos, várias concepções, evoluindo desde as formas mais primitivas provenientes das tribos da antiguidade até as dogmáticas definições das religiões.

## Conceito
Divindade é ser sobrenatural, com capacidades superior e fora de compreensão, de origem natural de outra divindade; cuja imagem, muitas vezes, é tida como semelhante à do homem. Cultuado, sendo este santo, divino ou sagrado, e/ou respeitado por seres humanos. Normalmente, as divindades são percebidas como superiores aos seres humanos, controlando ou sendo superiores à própria natureza.
Divindades assumem uma variedade de formas, mas são frequentemente antropomorfas ou zoomorfas. Uma divindade pode ser masculina, feminina, hermafrodita ou neutra, mas é usualmente imortal.
Por vezes, as divindades são identificadas com elementos ou fenômenos da natureza, virtudes ou vícios humanos ou ainda atividades inerentes aos seres humanos em referências de cunho mitológico. 
Além disso, é usual que uma determinada divindade presida sobre aspectos do cotidiano do homem, como o nascimento, a morte, o tempo, o destino etc.

## No Cristianismo
Deus no cristianismo é a doutrina sobre Deus, o ser divino que criou e governa o mundo, segundo o cristianismo. Ele é manifesto em três personalidades diferentes: Como Pai, como Filho e como Espírito. Ao Deus Trino crê-se em diferentes atributos entre eles o amor, o mais importante de todos (I João 4:8) e manifesto assim por Paulo em I Coríntios 13), a Onipotência, a Onisciência, a Onipresença, a Santidade, a Verdade (João 14:16), a Justiça e a Fidelidade.
Os cristãos acreditam que Deus é espírito (João 4:24), incriado, onipotente e eterno. O criador é o sustentador de todas as coisas, que resgata o mundo através de seu Filho, Jesus Cristo. Com este pano de fundo, a crença na divindade de Cristo e no Espírito Santo é expressa como a doutrina da Santíssima Trindade, que descreve uma única "substância" divina já existente como três pessoas distintas e inseparáveis: o Pai, o Filho (Jesus Cristo), e o Espírito Santo (I João 5:7) . De acordo com esta doutrina, Deus não está dividido, no sentido de que cada pessoa tem um terço de todo, mas antes, cada pessoa é considerada como sendo plenamente Deus (cf. Perichoresis). A distinção reside nas suas relações.

## Visão histórica
Historicamente, não é possível definir qual foi a primeira tribo a manifestar uma ideia de divindade. As primeiras dessas concepções teriam surgido nos períodos Paleolítico e Neolítico, e teriam sido manifestadas pelo sentimento humano de um vínculo com a Terra e com a Natureza, os ciclos e a fertilidade. Contudo, os escritos mais antigos até hoje encontrados referem-se às concepções vindas das religiões suméria, védica e egípcia, as quais surgiram por volta de 3600 a.C.
No intuito de criar explicações para a existência dos elementos e dos seres da natureza, bem como para conhecer o sentido dos fenômenos naturais (a tempestade, o vento, o dia e a noite, as estações, etc.), os povos e tribos da antiguidade conceberam diversas divindades que, no mais das vezes, passaram a ter sentimentos e emoções idênticas às dos humanos. Daí derivaram os rituais, cerimônias e sacrifícios, que tinham como objetivo agradecer as bênçãos enviadas por essas divindades ou aplacar sua ira, que castigava a humanidade com alguma calamidade.

## Cronologia
- 300.000 – primeira (questionada) evidência de uma cerimônia de enterro de mortos. Num sítio arqueológico como o de Atapuerca na Espanha, formam encontrados ossos de 32 indivíduos no buraco de uma caverna.[2]
- 130.000 – Evidência de uma cerimônia de enterro. Neanderthals enterravam os mortos em sítios como os de Krapina na Croácia.[2]
- 100.010 – O mais antigo ritual de enterro de seres humanos modernos é considerado como originário de Qafzeh em Israel. Há duas cerimônias do que se supõe serem uma mãe e uma criança. Os ossos foram manchados com ocre vermelho.[3][4]
- 100.000 a 50.000 – Aumento do uso do ocre vermelho em vários sítios arqueológicos da Idade da Pedra. O ocre vermelho é considerado de grande importância nos rituais.
- 70.000 – traços de culto a cobras descobertos em Ngamiland, região da Botswana.[5]
- 50.000 – Humanos evoluem em gestos associados com o comportamento do homem moderno. Muito desta evidência tem origem na Idade da Pedra Tardia em sítios africanos. Este comportamento denominado de moderno abrange habilidades com a língua, o pensamento abstrato, simbolismo e religião.[4]
- 42.000 – cerimônia de rituais de humanos no Lago Mungo (Austrália). O corpo aparece respingado por grande quantidade de ocre vermelho. Isso é considerado como uma evidência de que o povo australiano importou os rituais que eram praticados na África.
- 40.000 – início do Paleolítico Superior na Europa. Há uma abundância de fósseis incluindo cerimônias elaboradas de enterro de mortos; registro arqueológicos das chamadas vênus paleolíticas e arte rupestre. As estatuetas de Vênus são consideradas deusas da fertilidade. As pinturas de caverna em Chauvet e Lascaux são consideradas representativas da manifestação de um pensamento religioso.
- 30.000 – O mais recente registro da cerimônia de enterro de um shaman (pajé ou sacerdote).[6]
- 11.000 – início da Revolução Neolítica.

## Visão contemporânea
Atualmente, muitos intelectuais questionam e especulam sobre o próprio conceito de Divindade, como também diversas investigações históricas e arqueológicas tentam desvendar os acontecimentos e circunstâncias em que os homens primitivos criaram os primeiros conceitos religiosos.

## A visão oriental

Yin e Yang.

No Oriente a partir dos séculos VII e VI aC., surgiram sistemas filosóficos (budismo, taoísmo, confucionismo), que não veneram divindades, mas se baseiam em conceitos não-teísticos, os quais chegaram aos nossos dias, com centenas de milhões de adeptos espalhados por vários países dos mundo.
No Extremo Oriente (China, Japão e Índia) foram desenvolvidos complexos conceitos filosóficos não-teísticos, os quais, ao longo do tempo, tem se mesclado com as tradições de primitivas religiões politeístas, que sempre ali existiram e que estavam profundamente enraizadas no espírito do povo.
- Xintoísmo – É uma religião nativa do Japão. Envolve a adoração dos kami, que representam deuses, ou os espíritos da natureza, ou ainda, simplesmente uma presença espiritual. O tema principal e mais importante na religião xintoísta é um grande amor e reverência pela natureza. Assim, a lua, uma cachoeira ou uma rocha podem ser observados como um kami. Os kamis não são divindades transcendentes, mas sim seres divinos que estão próximos a nós, que habitam o mesmo mundo que nós, cometem os mesmos erros que nós, e têm sentimentos e pensamentos semelhantes aos nossos. Uma pessoa que morre pode automaticamente ser transformado em kami, não importando o tipo de vida que ela tenha levado. Os kamis podem ser bons ou maus. O Xintoísmo é uma coleção de rituais e métodos que regulam as relações entre os seres humanos e as divindades (kami). A vida após a morte não é uma preocupação primária para os xintoístas, pois uma ênfase maior é colocada em encontrar a felicidade na vida nesse mundo.
- Taoísmo – É uma filosofia não-teística criada por Lao-Tsé, que expôs seus pensamentos no livro: Tao Te Ching. O conceito Deus, conforme é conhecido na tradição ocidental, não existe nesta filosofia. Tudo o que existe é o Tao, que significa “O Caminho”. Tao é um conceito que transcende as dimensões espaço-tempo e, portanto, não pode ser compreendido pela limitada mente humana. Constituí a essência do universo, a realidade última e indefinível, e é através do Tao – termo e meio eterno da evolução – que passam todas as coisas. Tudo é cíclico, pois Tao é a energia que flui através de toda a vida. De Tao deriva-se Yin e Yang – o número dois, que representa a natureza dual de todas as coisas (bom-ruim, vida-morte, dia-noite, claro-escuro, felicidade-tristeza, saúde-doença). De Yin e Yang nasce implicitamente o três (Céu, Terra e Humanidade) e, finalmente, por extensão, se produz a totalidade do mundo na forma como o vemos e conhecemos.
- Budismo – Criado por Siddhartha Gautama, o Buda ou o Iluminado, é geralmente visto como uma religião não-teística, embora pregue a existência de deuses – os devas – que são criaturas que gozam de grande felicidade em seus mundos celestiais. Contudo, esses seres, não são eternos e estão sujeitos à morte e a eventuais renascimentos como seres inferiores, amarrados a um determinado aspecto da natureza, no qual terão que incondicionalmente trabalhar. A existência do homem é passageira e cíclica – o Samsara (conjunto dos ciclos de nascimento e morte). O homem somente estará livre desse “Ciclo de Renascimentos” quando eliminar definitivamente seu auto-apreço atingindo a libertação ou Nirvana. Para os budistas somente os seres-humanos podem atingir o nirvana ou a iluminação, os deuses por desconhecerem o sofrimento são incapazes de gerar renúncia ou compaixão. O ser Iluminado confunde-se então com a Mente Universal. Diversos Tantras budistas declaram sobre esse Ser Iluminado: “Eu sou o Núcleo de todas as coisas que existe. Eu sou a Semente de todas as coisas que existe. Eu sou a Causa de todas as coisas que existe. Eu sou a Raiz da Existência”.

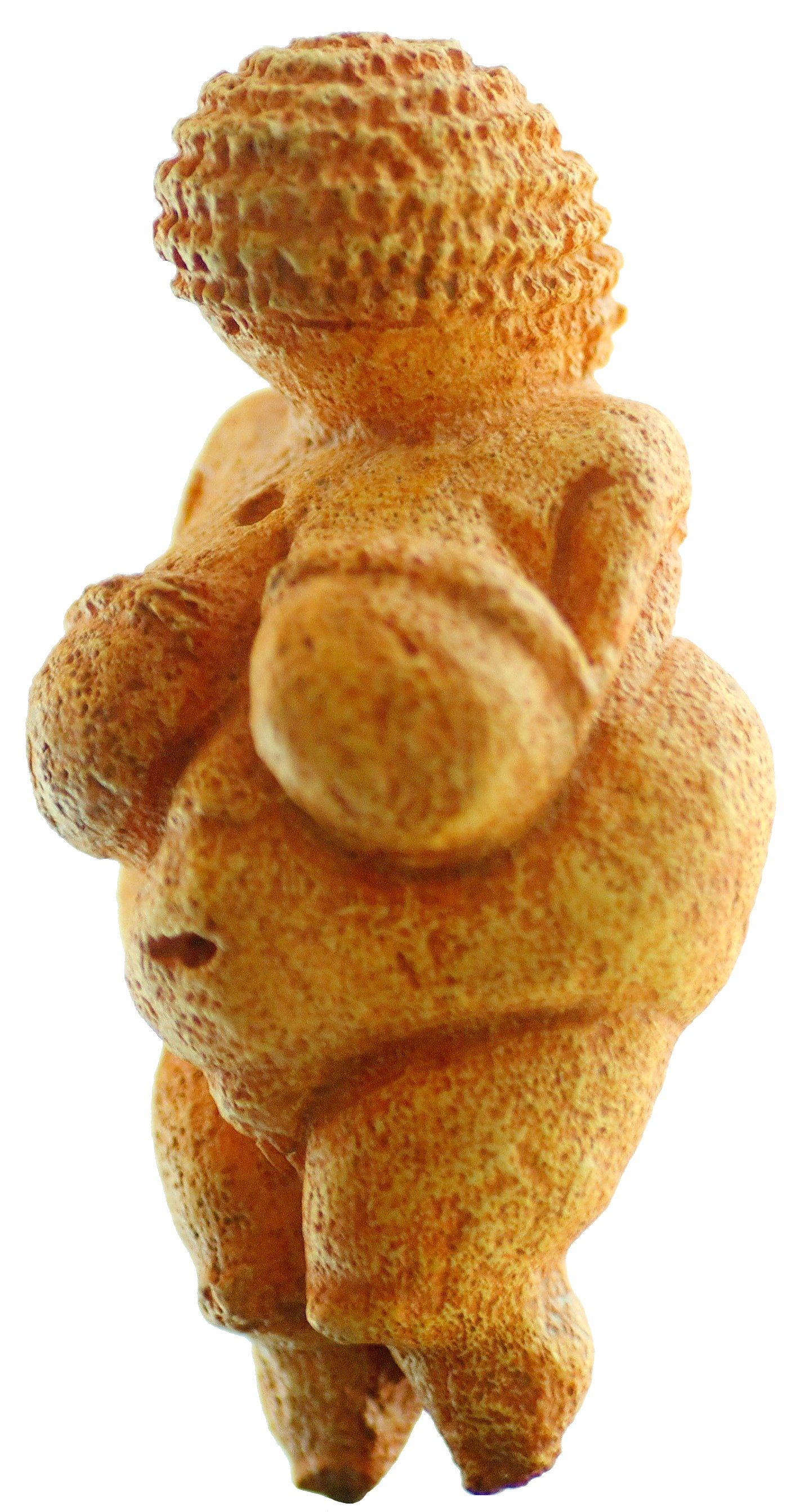
Vênus de Willendorf, do Paleolítico.

- Confucionismo - Sistema filosófico, religioso e ético desenvolvido a partir dos ensinamentos de Confúcio. O objetivo principal dessa filosofia consiste — não em subjugar as pessoas a um Ser Superior (Deus) — mas sim, através de Ritos, trabalhar no interior delas, a fim de moldar seu comportamento e dar auto-controle sobre seus desejos. Nesse sentido, todos reconhecerão sua posição relativa diante de seus semelhantes, identificando a cada instante quem é o mais jovem e quem é o mais sábio, quem é o visitante e quem é o dono da casa, e assim por diante; e atingirão o conhecimento sobre sua obrigação entre os outros e sobre o que esperar deles. Há obrigações específicas prescritas para todos os participantes em todas as ramificações do relacionamento humano. "Não faça aos outros, aquilo que você não quer que eles façam a você", é a máxima chinesa conhecida como Regra de Ouro do Confucionismo. A solidariedade e a educação são os grandes ideais buscados por essa filosofia, e em Confúcio está o maior exemplo dessas virtudes.
- Deusa Mãe - Precedido por cerimônias de cultos aos mortos (300 mil a.C.), data de 30 mil anos a.C. o primeiro registro humano de um sentimento de culto e de religião a uma divindade feminina;[1] segundo alguns autores, o vínculo com a Terra, a Natureza, a fertilidade e os ciclos teria formado o primeiro sentimento humano de divindade e o mito do útero de uma Deusa mãe ou Mãe Cósmica. Inicialmente cultuada na Índia, como Kali, a Mãe Informe, recebeu depois o nome de Tiamat (Babilônia), Temut (Egito), Nu Kua (China), Têmis (Grécia pré-helênica) e Tehom (Síria e Canaã) ou Abismo (Bíblia). Esta concepção teve origem na experiência do nascimento humano, que consistia na única origem possível das coisas: a visão de um útero cheio de sangue era capaz de criar magicamente a prole. A partir do sangue divino do útero e através de um movimento, dança ou ritmo cardíaco, que agitava este sangue, surgia os "frutos", a própria maternidade. Muitas tradições referiram o princípio do coração materno que detém todo o poder da criação. Este coração materno, "uma energia capaz de coagular o caos espumoso" organizou, separou e definiu os elementos que compõem e produzem o cosmos; a esta energia organizadora os gregos deram o nome de Diakosmos, a Determinação da Deusa. Os egípcios, nos hieróglifos, chamaram este coração de ab e os hebreus foram os primeiros a chamar de pai. O coração e o sangue definiriam um elo imanente a todos os seres que dele nasciam e a ideia de coração oculto do universo que pulsa e mantém o ritmo de ciclos das estações, dos nascimentos, mortes, destinos. Este é o significado que está no Livro dos Mortos ou das mutações. No mesmo sentido o livro chinês I Ching é denominado Livro das Mutações.[7]

## Outros conceitos
Além da visão teística (politeísmo ou monoteísmo), a divindade pode ainda ser visualizada sob a ótica dos seguintes conceitos filosófico-religiosos:
- Ateísmo – Contrapondo-se à visão do teísmo, o ateísmo não reconhece a existência de divindades.
- Agnosticismo – Dentro da visão agnóstica, não é possível provar racionalmente a existência de Deus, como também é igualmente impossível provar a sua inexistência. O politeísmo e o monoteísmo enquadram-se dentro de uma visão gnóstica de deus, isto é, Deus ou os deuses são seres cujos atributos estão perfeitamente definidos ou revelados em seus livros sagrados. Para um agnóstico, no entanto, Deus pode até existir, porém suas características são incompreensíveis para a razão humana.
- Panteísmo – A visão panteísta sustenta que o Universo inteiro é o próprio Deus. Assim: "Deus é o Universo, e o Universo é Deus". No panteísmo dá-se ênfase às divindades imanentes, enquanto que no Panenteísmo (visão em que o Universo está inteiramente contido em Deus, porém Este é alguma coisa maior que o Universo) dá-se ênfase às características transcendentais de Deus.
- Animismo – Crença na qual se atribui a todos os elementos do cosmos (Sol, Lua, estrelas), a todos os elementos da natureza (rio, oceano, montanha, floresta, rocha), a todos os seres vivos (animais, árvores, plantas) e a todos os fenômenos naturais (chuva, vento, dia, noite) um princípio vital e pessoal, isto é, uma Alma. Consequentemente, todos esses elementos são passíveis de possuírem: sentimentos, emoções, vontades ou desejos, e até mesmo inteligência. Resumidamente, os cultos animistas alegam que: "Todas as coisas são Vivas", "Todas as coisas são Conscientes", ou "Todas as coisas têm uma Alma". Atualmente, discute-se quais foram historicamente os primeiros cultos que deram origem a todas as religiões e a todos os deuses. Alguns historiadores e cientistas defendem a tese de que foram os mitos politeístas, enquanto outros afirmam que foram os cultos animistas.